# اسکل‌آباد
اِسکل آباد (به انگلیسی: Eskel abad) روستایی در دهستان اسکل‌آباد از توابع بخش مرکزی شهرستان تفتان بخش مرکزی شهرستان تفتان استان سیستان و بلوچستان ایران است. این روستا مرکز دهستان اسکل‌آباد است.
نام روستا برگرفته از نام کوهی به شکل سر انسان یا جمجمه انسان است که در مجاورت روستا قرار دارد. بنظر می‌رسد اولین بار در زمان استعمار انگلیس بر منطقه سرحد بلوچستان آنها از شباهت زیاد کوهی در نزدیکی روستا به جمجه انسان تعجب می‌کنند و از واژه (skull جمجمه) برای نامیدن مناطق اطراف کوه استفاده می‌کنند که این نام بعدها باقی می‌ماند.
این کوه امروزه به «کوه شاه خفته» شهرت دارد اما انگلیسی‌ها آن را «skull» می‌نامیدند.

## جمعیت
بر پایه سرشماری عمومی نفوس و مسکن در سال ۱۳۹۵ جمعیت این روستا ۹۲۷ نفر (۲۹۰خانوار) بوده است.